# Aranyosvágás község
Aranyosvágás község (románul: Comuna Vadu Moților) község Fehér megyében, Romániában. Központja Aranyosvágás, beosztott falvai Bodești, Burzești, Dealu Frumos, Lăzești, Necșești, Poduri-Bricești, Popeștii de Jos, Popeștii de Sus, Tomuțești, Toțești és Vâltori.

## Fekvése
Fehér megye északnyugati részén helyezkedik el a Nagy-Aranyos mentén. A legközelebbi város, Topánfalva 10 kilométerre található. A DN75-ös főúton közelíthető meg. Szomszédos községek: északon Fehérvölgy, nyugaton Feketevölgy és Aranyosfő, délen Alsóvidra, illetve keleten Topánfalva város.

## Népessége
1850-től a népesség alábbiak szerint alakult:
| Lakosok száma | 1339 | 1795 | 1845 | 1889 | 2270 | 2031 | 1634 | 1558 | 1348 | 1187 |
|               | 1850 | 1880 | 1900 | 1920 | 1941 | 1977 | 1992 | 2002 | 2011 | 2021 |

A 2011-es népszámlálás adatai alapján a község népessége 1348 fő volt, melynek 96,22%-a román. Vallási hovatartozás szempontjából a lakosság 91,77%-a ortodox és 2,23% Jehova tanúja.

## Nevezetességei
A község területéről a következő épületek szerepelnek a romániai műemlékek jegyzékében:
- az Aranyosvágás 18. szám alatti ház  (LMI-kódja AB-II-m-B-00318)
- a lăzești-i fatemplom (AB-II-m-B-00242)

## Híres emberek
Aranyosvágáson született Nicolae Hristea (1906–2001) tanár, Torda város díszpolgára.